# Schlüter-Brotfabrik

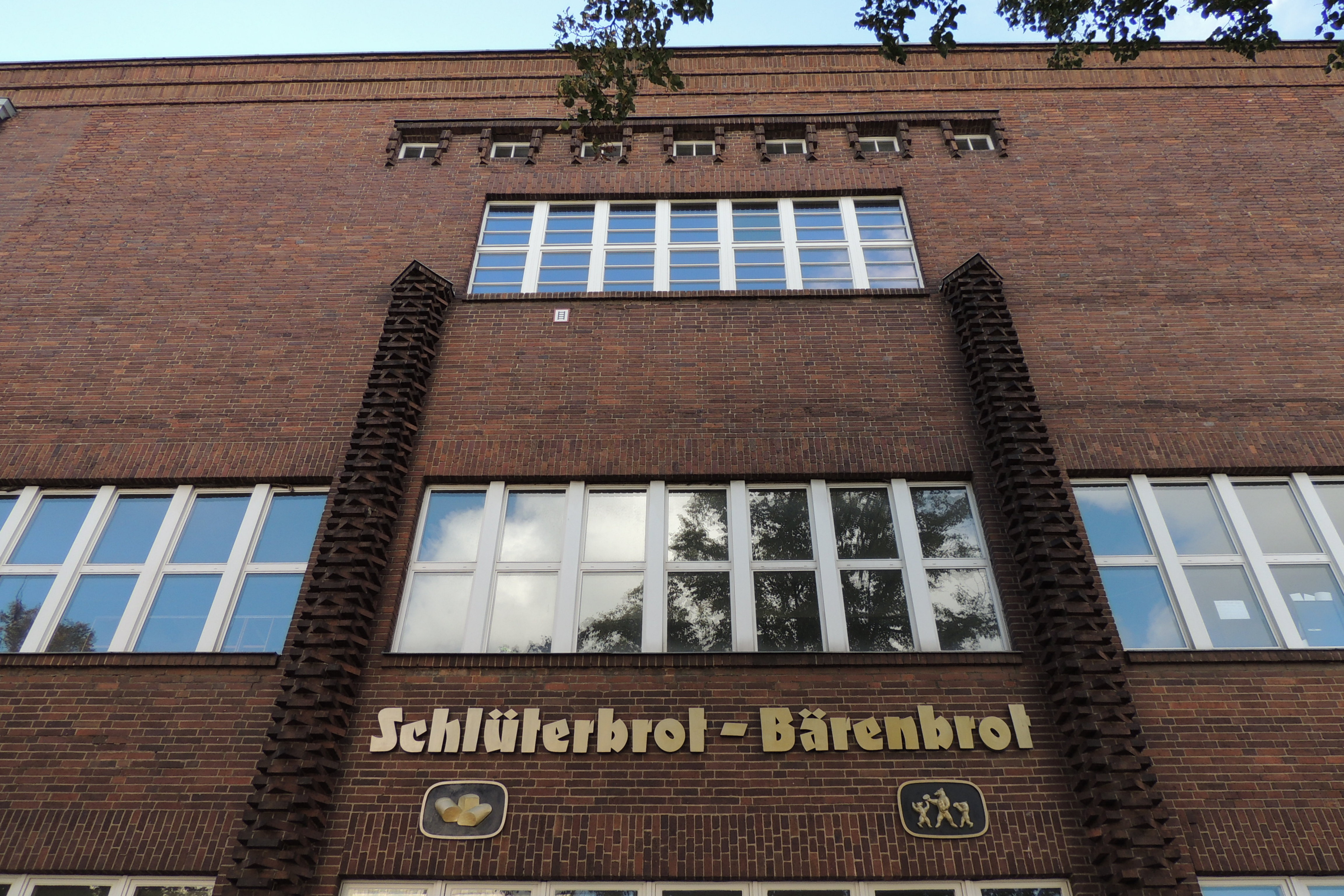
Brotfabrik Schlüterbrot-Bärenbrot

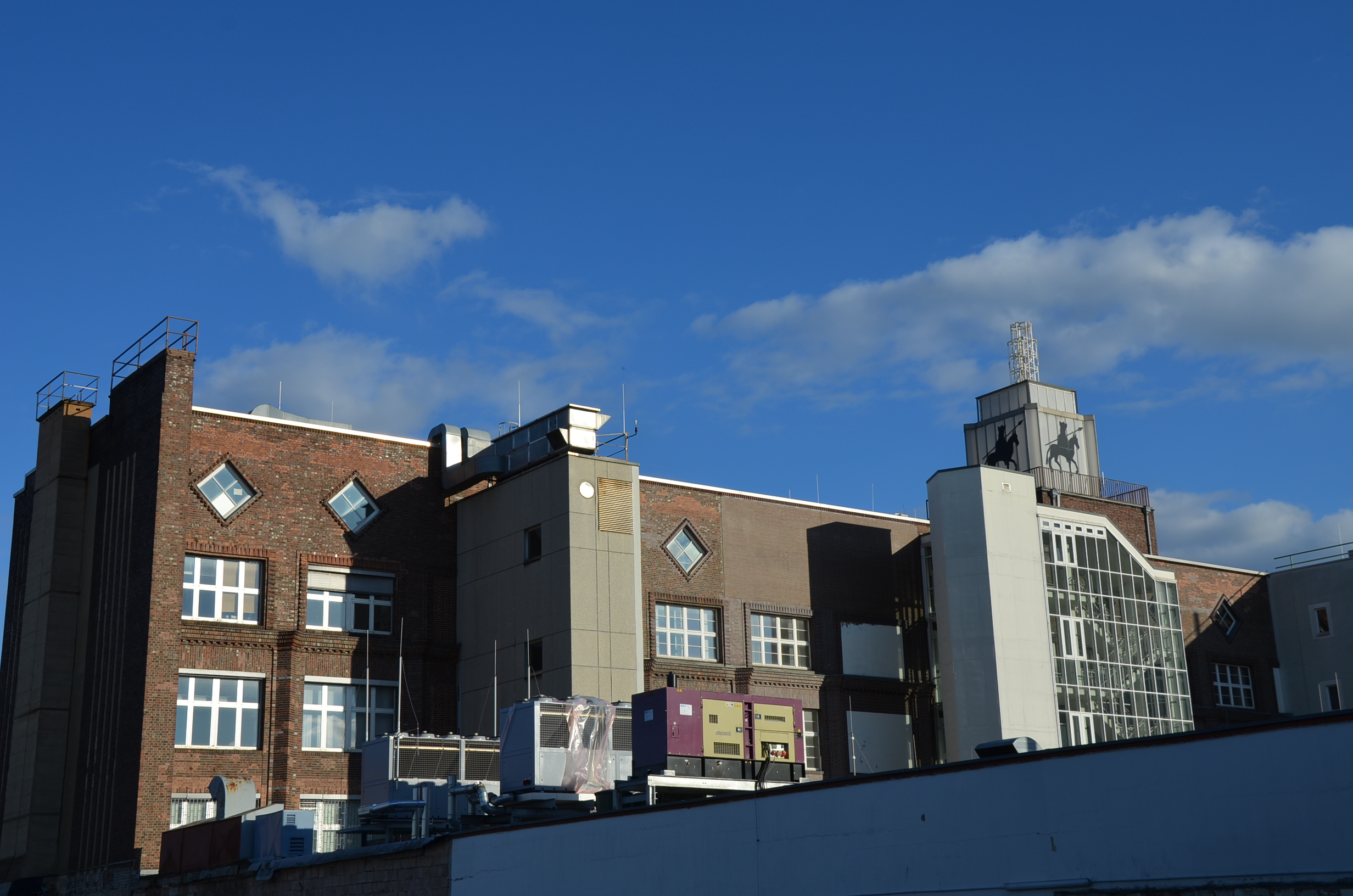
Brotfabrik Schlüterbrot-Bärenbrot

Die Schlüter-Brotfabrik (später auch Brotfabrik Schlüterbrot-Bärenbrot genannt) befindet sich im Berliner Ortsteil Schöneberg im Straßenblock Eresburgstraße/Alboinstraße/Magirusstraße. Das Gebäude steht unter Denkmalschutz.

## Geschichte
Das Unternehmen Schlüterbrotfabrik wurde 1913 gegründet. 1927/28 erbaute man nach Entwürfen des Berliner Architekten Bruno Buch die Brotfabrik als Großbäckerei. Die Schlüter-Brotfabrik fusionierte in den 1950er Jahren mit Bärenbrot. Die Schlüterbrot und Bärenbrot GmbH & Co. KG meldete 1993 Vergleich an und wurde im selben Jahr als Schlüterbrot GmbH weiter betrieben. Die Produktion wurde zum 30. Juni 2002 eingestellt.
Der Berliner Projektentwickler psg property service group erwarb 2009 das 19.000 m² große Grundstück von der BAG Bankaktiengesellschaft aus Hamm. Die neue Eigentümerin saniert die Backfabrik ab November 2009 denkmalgerecht und ergänzt sie durch einen Neubau. Insgesamt flossen 11 Millionen Euro in das Projekt. Im April 2011 wurden die Arbeiten beendet. Heute wird das Bauwerk als Büro- und Geschäftshaus genutzt.

## Architektur
Die markante Fassade aus rotvioletten Ullersdorfer Klinkern wird durch vorspringende vertikale Klinkerbänder akzentuiert. Das Gebiet um die Alboinstraße gehört zu den Industriekomplexen der Gründerzeit und frühen Moderne, die bis heute einige Stadtviertel Berlins prägen.